# Otto Zwygart senior

Otto Zwygart (1971)

Otto Zwygart senior (* 30. Mai 1911 in Busswil bei Büren, Kanton Bern; † 5. April 1986 in Köniz) war ein Schweizer Politiker (EVP).
Otto Zwygart wuchs als Sohn eines Landwirtes auf. 1931 beendete er das Lehrerseminar Muristalden in Bern. Bis 1975 arbeitete er als Lehrer an diversen Orten, mehrheitlich in der Gemeinde Köniz. Ab 1958 war er Mitglied des Grossen Gemeinderats von Köniz. Von 1971 bis 1983 war er für die Berner EVP im Nationalrat. Er engagierte sich auch in der Evangelischen Gesellschaft des Kantons Bern. Unter dem Pseudonym Jakob Bohnenblust gab er während 20 Jahren Tipps zum Gärtnern in der Radiosendung Mys Gärtli.
Auch sein Sohn Otto Zwygart junior war ein Politiker und Nationalrat (1983–2000).

## Publikationen
- Gemüsebau für Liebhaber. B. Fischer, Münsingen 1965.
- Mein Gartenbüchlein. Haupt Verlag, Bern 1951.
- Unser Schulgarten. Eine kurze, methodische Anleitung. Haupt Verlag, Bern 1950.